# Venatrix amnicola
Venatrix amnicola är en spindelart som beskrevs av Volker W. Framenau 2006. Venatrix amnicola ingår i släktet Venatrix och familjen vargspindlar. Inga underarter finns listade i Catalogue of Life.